# 中村祐二 (天文家)
中村 祐二（なかむら ゆうじ、1956年 - ）は三重県亀山市在住の日本のアマチュア天文家、コメットハンター。

## 人物
1970年代に本田実や桑野善之らの新星発見ラッシュに触発され新星の写真捜索に興味を持ち、その撮影方法の難しさにいったんは新星を諦め彗星の捜索を始める。しかし1975年8月に非常に明るくなった新星はくちょう座V1500星を彗星探索中に偶然発見するも、同時に気になっていた星雲状天体の確認を優先した結果報告が遅れ発見者として先を越されるという経験をしており、以降も15cm25倍双眼鏡での彗星捜索の傍らで新星発見の方法について研究していた。
10年以上彗星発見に恵まれなかったため、1988年からは空が暗く晴れた地域への移動観測のための12cm20倍双眼鏡を導入した。すると1990年3月16日にアンドロメダ座に9等級の新彗星を発見。ほかに長野県の木内鶴彦や旧ソ連のチェルニスも発見したため、C/1990 E1 チェルニス・木内・中村彗星と命名された。また、1995年9月17日にはそれまで149年間行方不明であった122P/デヴィコ彗星を宇都宮章吾や田中政明とともに再発見した。
1998年ころからリンカーン地球近傍小惑星探査などのサーベイが台頭し、アマチュアによる眼視捜索よりも先に彗星を発見するようになると、中村も対抗すべくより大口径の20cm反射望遠鏡の導入や、200mm望遠レンズと6×7大判カメラによる写真捜索などの手段を模索していた。すると写真の中に撮影時未発見の新星が写っていることに気づき、2001年からは新星捜索に重点を置くようになる。その年の7月に初めて新星はくちょう座V2274星を発見し、その後は105mmF2.5カメラレンズ、135mmF2.8カメラレンズと冷却CCDカメラ、最近では10cm反射望遠鏡とCMOSカメラなどを用いて、肉眼等級に達したカシオペヤ座V1405星をはじめ多数の新星や矮新星を発見している。また、36cm反射望遠鏡も所有しており、変光星観測でも活動している。
小惑星(47077) Yuujiは中村の名前にちなんで命名された。
| はくちょう座V2274星                                        | 2001年7月13日  |     |
| へびつかい座V2540星                                        | 2002年1月24日  |     |
| いて座V5114星                                              | 2004年3月15日  |     |
| へびつかい座V2574星                                        | 2004年4月14日  |     |
| さそり座V1280星                                            | 2007年2月4日   |     |
| さそり座V1281星                                            | 2007年2月19日  |     |
| へびつかい座V2615星                                        | 2007年3月20日  | [1] |
| はくちょう座V2468星                                        | 2008年3月7日   |     |
| さそり座V1313星                                            | 2011年9月6日   |     |
| いて座V5669星                                              | 2015年9月27日  |     |
| へびつかい座V3661星                                        | 2016年3月11日  |     |
| へびつかい座V3663星                                        | 2017年11月10日 |     |
| おおいぬ座V435星                                           | 2018年3月24日  |     |
| いて座V5857星                                              | 2018年4月8日   |     |
| ペルセウス座V392星                                         | 2018年4月29日  |     |
| さそり座V1707星                                            | 2019年9月15日  |     |
| カシオペヤ座V1405星                                        | 2021年3月18日  |     |
| いて座V6594星                                              | 2021年3月25日  |     |
| いて座V6598星                                              | 2023年7月15日  |     |
| へびつかい座V4370星                                        | 2024年3月10日  |     |
| - [1] 順番の遅い独立発見のためCBATでは発見者とされていない |                |     |

| ヘルクレス座矮新星                      | 2004年6月13日 | や座WZ型 |
| ぎょしゃ座矮新星TCP J05390410+4748030   | 2019年3月14日 | や座WZ型 |
| はくちょう座矮新星TCP J20225930+5239030 | 2019年7月7日  | や座WZ型 |
| しし座矮新星TCP J09370380+1657350       | 2021年1月7日  | や座WZ型 |
| とも座矮新星TCP J08144930-2215000       | 2021年3月25日 | や座WZ型 |
| おおいぬ座矮新星TCP J06154200-2756220   | 2021年3月25日 | や座WZ型 |
| しし座矮新星TCP J09430280+2758080       | 2021年5月30日 | や座WZ型 |